# 昭和残侠伝 (1965年の映画)
『昭和残侠伝』（しょうわざんきょうでん）は、1965年10月1日に公開された日本映画。高倉健の代表作として人気を得た「昭和残侠伝シリーズ」の第1作である。監督：佐伯清、製作・配給：東映。カラー、シネマスコープ（2.35:1）、90分。映倫番号:14121。
シリーズで高倉演じる主人公の名は8作中6作で「花田秀次郎」であるが、本作では「寺島清次」となっている（3作目の『昭和残侠伝 一匹狼』では「武井繁次郎」）。

## 製作
のちに多くの映画を高倉健と共にする監督の降旗康男がこの作品で助監督をつとめている。
シリーズ通じて高倉健が同じメロディの主題歌を歌っている（シリーズ作品ごとに歌詞が一部異なる）。本作の主題歌『昭和残侠伝』は同年、歌詞が大きく変更されて『唐獅子牡丹』と改題され、キングレコードからシングルレコードが発売された（BS-346）。

## あらすじ
敗戦直後の浅草―露天商を営む人々は新興やくざ新誠会によって、上納金に苦しめられていた。昔ながらの神津組四代目川田源之助は、新誠会のやり方に為す術がなかった。そんな中、源之助は反目していた新誠会の手によって射殺されてしまう。
それから数日後、寺島清次（高倉健）が戦地から復員。様子の変わった浅草の街と親分の死に直面した清次だったが、今は亡き源之助の遺言―五代目を継ぐ決意を固めるのだった。清次は組の仲間たちの協力を得て、露天商の商品集めに奔走する。
そんな清次たちを卑劣な手段で妨害する新誠会に、遂に単身新誠会に殴り込んだ組員の五郎（梅宮辰夫）は、恋人の娼婦美代をかばい殴殺されてしまう。そして客分として神津組に草蛙を脱いでいた風間重吉（池部良）は、美代が実の妹であったことを知るのだった。神津組は、浅草の復興を願う親分衆の力によってマーケットの建設にこぎつけるが、そのマーケットも新誠会によって放火されてしまう。遂に、清次は重吉と共に短刀を握りしめ新誠会に殴り込みをかける。

## 出演者
順序は本作冒頭のタイトルバックに、役名は国立映画アーカイブに基づく。
- 寺島清次：高倉健
- ジープの政：松方弘樹
- ゼロ戦五郎：梅宮辰夫
- 西村綾：三田佳子
- 西村恭太：江原真二郎
- 江藤昌吉：菅原謙二
- 大谷：三遊亭圓生
- 岩佐徹造：水島道太郎
- 羽賀明：山本麟一
- 遠山六兵衛：潮健児
- 川田輝男：中田博久（新人）[5]
- 福永繁：中山昭二
- 川田源之助：伊井友三郎
- 小沢由太郎：沢彰謙
- カストリの安：亀石征一郎
- 警察署長：河合絃司
- 風間美代：水上竜子
- 小沢ユキ：梓英子
- 荒木：北山達也
- 三上：岡部正純
- 瀬川：関山耕司
- 竹林斎：藤山竜一
- 戸川：石島房太郎
- 島田：八名信夫
- 花井：日尾孝司
- 滝島孝二
- 香川：打越正八
- 望月：内藤正
- 日の出の辰：室田日出男
- 為吉：大木史朗
- 滝川：曽根秀介
- 野口警部補：植田貞光
- 川上：久保一
- 小泉：岡野耕作
- 縫製工場社長：清水正
- 看護婦：伊藤慶子
- 子分：沢田浩二、最上逸馬
- サッカリンの勝：水城一狼
- 病院医師：小塚十紀雄
- 吉村：志摩栄
- 風間重吉：池部良

## スタッフ
順序は本作冒頭のタイトルバックに基づく。
- 企画：俊藤浩滋、吉田達
- 脚本：村尾昭、山本英明、松本功
- 撮影：星島一郎
- 録音：加瀬寿士
- 照明：川崎保之丞
- 美術：藤田博
- 音楽：菊池俊輔
- 編集：長沢嘉樹
- 助監督：降旗康男
- 進行主任：伊藤源郎
- 現像：東映化学工業株式会社
- 主題歌：『昭和残侠伝』（作詞：佐伯清 作曲：水城一狼 唄：高倉健）
- 監督：佐伯清